# Alger
Alger er en mangfoldig gruppe af fotosyntetiske eukaryoter, der primært er karakteeriseret ved deres mangel på rødder, blade og de andre organer, der kendetegner højere planter.  De findes næsten overalt i vand hvor sollys forekommer, herunder i jorden, is, søer, floder, varme kilder og den oplyste del af havet.  Marine alger er ansvarlige for 40% – 50% af den fotosyntese, der sker på Jorden på trods af, at deres fotosyntetiske biomasse kun repræsenterer ca. 0,2% af den på land.  Den marine fotosyntese domineres af mikroalger, der sammen med cyanobakterier kaldes fytoplankton.  De marine alger er evolutionært distinkte fra livet på land. Faktisk er den almindelige fytoplankton i verdenshavene ikke mere beslægtet med grønne planter på land, end vi mennesker er.
Alger er vigtige primærproducenter i akvatiske økosystemer. Planteplankton er en vigtig kilde til bestemmelse af graden af næringsindhold i vand. Hvis der findes mange grønalger (dog ikke fra ordenen af desmidiacéer) og en lav artsdiversitet i planteplanktonet, tyder det på at det undersøgte område er næringsbelastet. 

## Oversigt
Alger kan på baggrund af deres størrelse inddeles i to overordnede grupper: 
- Mikroalger: encellede organismer, der sammen med cyanobakterier udgør planteplanktonet, selvom ingen af delene er planter[kilde mangler].
- Makroalger eller tang: større flercellede alger som f.eks. blæretang. Her hører grøn- og rødalger til planterne.

Disse grupper er ikke systematiske. Mikroalgerne omfatter furealger (dinoflagellater), glaucofytter, gulalger, haptophycéer, kiselalger (diatoméer), rekylalger og øjealger samt visse grønalger. Makroalgerne udgøres af de andre grønalger, brunalgerne og rødalgerne.  
Cyanobakterier (der tidligere kaldtes blågrønalger), furealger og visse andre mikroalger kan være giftige og kan være en sundhedsrisiko for mennesker og dyr, både gennem fødekæden, ved algeopblomstring og i overfladevand, der bliver brugt som drikkevand.
Tang vokser normalt på forskellig dybde. Tang af grønalgegruppen vokser nærmest vandoverfladen, rødalger vokser på 10-30 meters dybde, og brunalger vokser midt imellem.
Gruppen alger (eller tang) er "falsk", på samme måde som f.eks. skaldyr der omfatter både muslinger, snegle og krebsdyr, eller grøntsager der omfatter både frugter som f.eks. tomat og rødder som f.eks. gulerod. Sådanne betegnelser er relevante for at vi som mennesker kan beskrive hvad vi ser ud fra form og farve alene. En sådan falsk gruppe kaldes indenfor den fylogenetiske systematik for en parafyletisk gruppe, dvs. en gruppe hvis medlemmer deler en fælles stamform, men hvor ikke alle efterkommere af den stamform er medregnet.
Blågrønalger opfattes i dag slet ikke som en form for alger og betegnes i stedet cyanobakterier. Disse hører til domænet Eubacteria – bakterier.
Blågrønalger spiller imidlertid alligevel en væsentlig rolle inden for algernes og planternes systematik, idet man ifølge endosymbiontteorien mener at grønkorn (med klorofyl) oprindeligt var netop cyanobakterier som blev assimileret af fødesøgende mikroorganismer uden at blive nedbrudt. 

## Systematik
De organismer som i dag betegner som alger tilhører alle domænet Eucaryota, men er inden for denne gruppering placeret i vidt forskellige rækker. Grupperingen er i dag hovedsageligt baseret på generationen af endosymbionti, typen af klorofyl og antallet af flageller.
Første generation af endosymbionti (dvs. første assimilation af grønkorn) dækkes af gruppen Archaeplastida, hvorunder bl.a. planteriget findes repræsenteret:
- Archaeplastida
  - Rødalger (Rhodophyta)
  - Glaucophyta – mikroskopiske grønne alger
  - Planter
    - Stængelplanter
    - Grønalger
    - Charofytter (Charophyta) – omfatter bl.a. kransalger

Gruppen Archaeplastida ses således at omfatte dels egentlige planter, og dels en lang række ret forskellige organismer, der alle under ét omtales om alger. Og allerede inden for denne gruppe er algerne ret forskellige: Rødalger er røde, de lever i saltvand og kendt af alle, da de ofte ses på stranden. De øvrige er grønne og lever hovedsageligt i ferskvand. Men også grønalgerne er almindelig kendt fra stranden, da de findes i både saltvand og ferskvand. Kransalger er derimod kendt af de færreste, selvom de også er makroskopiske, ikke er sjældne og ganske karakteristiske. Men de lever i ferskvand og forveksles derfor oftest med andre vandplanter. Glaucophyta er derimod mikroskopiske og dårligt kendt, selv af videnskaben.
I en alternativ opdeling er Charophyta splittet op og kransalge-klassen inkluderet i Viridiplantae mens resten af Charophyta er indlemmet i grønalgerne. Dette er udtryk for nogen usikkerhed omkring slægtskabet mellem stængelplanter og grønalger. Den dominerende opfattelse er, at kransalge-klassen er den type nulevende alger der står de nulevende stængelplanter nærmest. Ser man indenfor stængelplanter, er opfattelsen derimod at det er levermosserne der står algerne nærmest blandt de nulevende planter, og levermosser ligner – i hvert fald ved første øjekast – mere nogen af de mere primitive grønalger.
Blandt organismer med anden og tredje generation af endosymbionti finder vi de meget almindelige brunalger, der også kendes fra stranden samt en række mindre kendte alger. Brunalgerne hører til gruppen Stramenopila, der hovedsageligt omfatter forskellige former for alger.  Desuden findes en rækkes mikroskopiske alger i riget Protista.
| Overgruppe     | Række                                | Generation E | Klorofyltype(r) | Vandtype |
| -------------- | ------------------------------------ | ------------ | --------------- | -------- |
| Archaeplastida | Rødalger                             | 1.           | A               | Salt     |
| Archaeplastida | Grønalger                            | 1.           | A og B          | Begge    |
| Archaeplastida | Glaucophyta                          | 1.           | A og B          | Fersk    |
| Archaeplastida | Kransalger                           | 1.           | A og B          | Begge    |
| Stramenopila   | Brunalger, gulalger, kiselalger m.v. | 2.           | A og C          | Salt     |
| Protista       | Diverse mikroskopiske                | 2., 3.       | A og B, A og C  | Begge    |

## Forvekslinger
Ud over at alger som beskrevet udgør en meget forskelligartet gruppe, både hvad angår form, størrelse og systematik, så er der også en række andre plantegrupper der fra tid til anden forveksles med alger.
- Ålegræs er en blomsterplante der lever hele sit liv neddykket i saltvand. Mange opfatter den dog, da den findes i havet, som en form for tang på linje med grønalger og brunalger
- Alger kan danne belægninger på f.eks. træværk eller fliser – oftest grønne eller brune. Samme levevis kendetegner laver der i virkeligheden er symbiotiske organismer mellem alger og svampe. Laver indeholder således alger, ligesom alger indeholder grønkorn, men laver er ikke alger.
- Levermosser kan også danne skorpeagtige kolonier, der af mange forveksles med alger, men levermosser er faktisk primitive stængelplanter.

## Algegifte
Toksin-producerende alger kan forgifte muslinger og havlevende dyr, som derved kommer til at udgøre en risiko for mennesker og dyr ved at forårsage forgiftninger, bl.a.  skaldyrsforgiftning. Toxinerne inddeles normalt i tre hovedgrupper: DSP-toxin (Diarrhetic Shellfish Poisoning toxin), som er en diarréfremkaldende gift, PSP-toxin (Paralytic Shellfish Poisoning toxin) og NSP-toxin (Neurolytic Shellfish Poisoning toxin), som er nervegifte, og ASP-gift (Amnesic Shellfish Poisoning toxin), som kan skade hjernecellerne og give varigt hukommelsestab. Dertil kommer Ciguatera-toxin eller CFP-toxin efter den engelske betegnelse Ciguatera Fish Poisoning.

## Samfundsgavnlige og kommercielle perspektiver
Alger bruges allerede i dag i stor stil som fødevare, energiproduktion og forureningsbekæmpelse eksempelvis, men de har muligvis et endnu større potentiale som nytteorganismer. I Danmark forskes der i fremtidige anvendelser på blandt andet AlgeCenter Danmark i Grenå i et samarbejde mellem Aarhus Universitet, Kattegatcentret, Ocean Centre Denmark og Teknologisk Institut.
Tangalger har været anvendt som mad samt lægemiddel i mindst 8.200 år. De er uforlignelige som næringskilde, da de indeholder mindst 10 gange så mange mineraler som planter, der dyrkes på landjorden, og de er utroligt rige på vitaminer, deriblandt B12. Alger opsuger næring fra havvandet direkte gennem cellevæggene og indeholder stort set alle grundstoffer.
Som medicin er tangalger tillagt antibiotiske virkninger, og de har evnen til at styrke kroppens modstandskraft. Grønne alger har en kolesterolsænkende virkning, og brune alger udrenser kroppen for tungmetaller vha stoffet alginat. Alginat optager tungmetaller og radioaktive stoffer, men kan ikke selv optages i kroppen.